# Albert Bazaillas
Albert Bazaillas, född 1867 och död 1924, var en fransk tänkare.
Bazaillas skapade under inflytande av Henri Bergson och Arthur Schopenhauer en antiintellektualistisk världsåskådning med starkt framhävande av den undermedvetnas betydelse. Bland hans skrifter märks främst Vie personelle (1905) och Musique et inconscience (1908).